# Cacia semiluctuosa
Cacia semiluctuosa là một loài bọ cánh cứng trong họ Cerambycidae.